# تصليب بالترسيب

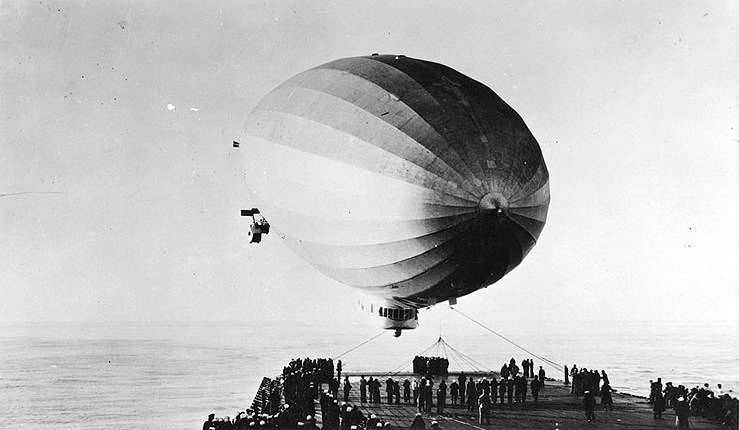

التصليب بالترسيب، تقنية معالجة حرارية تستخدم لزيادة قوة المواد المطيلية، وتستخدم لمعظم سبائك التيتانيوم والنيكل والمغنسيوم والألومنيوم وبعض أنواع الفولاذ مقاوم للصدأ. في السبائك الفائقة، تسبب هذه العملية شذوذ مقاومة الخضوع ما يوفر قوة عالية لارتفاع درجة الحرارة.
يعتمد التصليب بالترسيب على التغيّر في ذائبية المادة الصلبة بناءً على تغيّر درجة الحرارة لإنتاج جسيمات دقيقة من طور (مادة) الشائبة، والتي من شأنها أن تعرقل حركة العيوب الخطية، أو عيوب البنية البلوري للبلورة.
بما أن الاضطرابات تكون الحامل المهيمن للدونة، فإن ذلك يساعد في تصلب تلك المادة. تلعب الشوائب نفس الدور الذي تلعبه الجسيمات في المواد المكونة من جسيمات مدعمة. وكما أن تشكّل الجليد في الهواء قد ينتج غيوماً أو ثلجاً أو بَرَداً بناء على التاريخ الحراري لجزء معين من الغلاف الجوي، فإن الترسيب الكيميائي في المواد الصلبة يمكن أن يُنتج أحجاماً مختلفة من الجسيمات، والتي يكون لها خصائص ومزايا مختلفة. وبخلاف عملية تخمير المعادن العادية، يجب أن تبقى السبائك عند درجات حرارة مرتفعة لعدة ساعات لإتاحة حدوث الترسيب. ويسمى هذا الوقت بزمن العمر.
لاحظ أن تطبيق معالجتين حراريتين تتضمنان الترسيب يمكن أن تغيرا من قوة المادة: معالجة حرارة المحلول ومعالجة حرارة الترسيب. تتضمن عملية تقوية المحلول الصلب تشكيل محلول صلب بطور واحد من خلال التبريد. تتضمن معالجة حرارة الترسيب إضافة جزيئات الشوائب لزيادة قوة المادة.